# St. Laurentius (Pommelsbrunn)

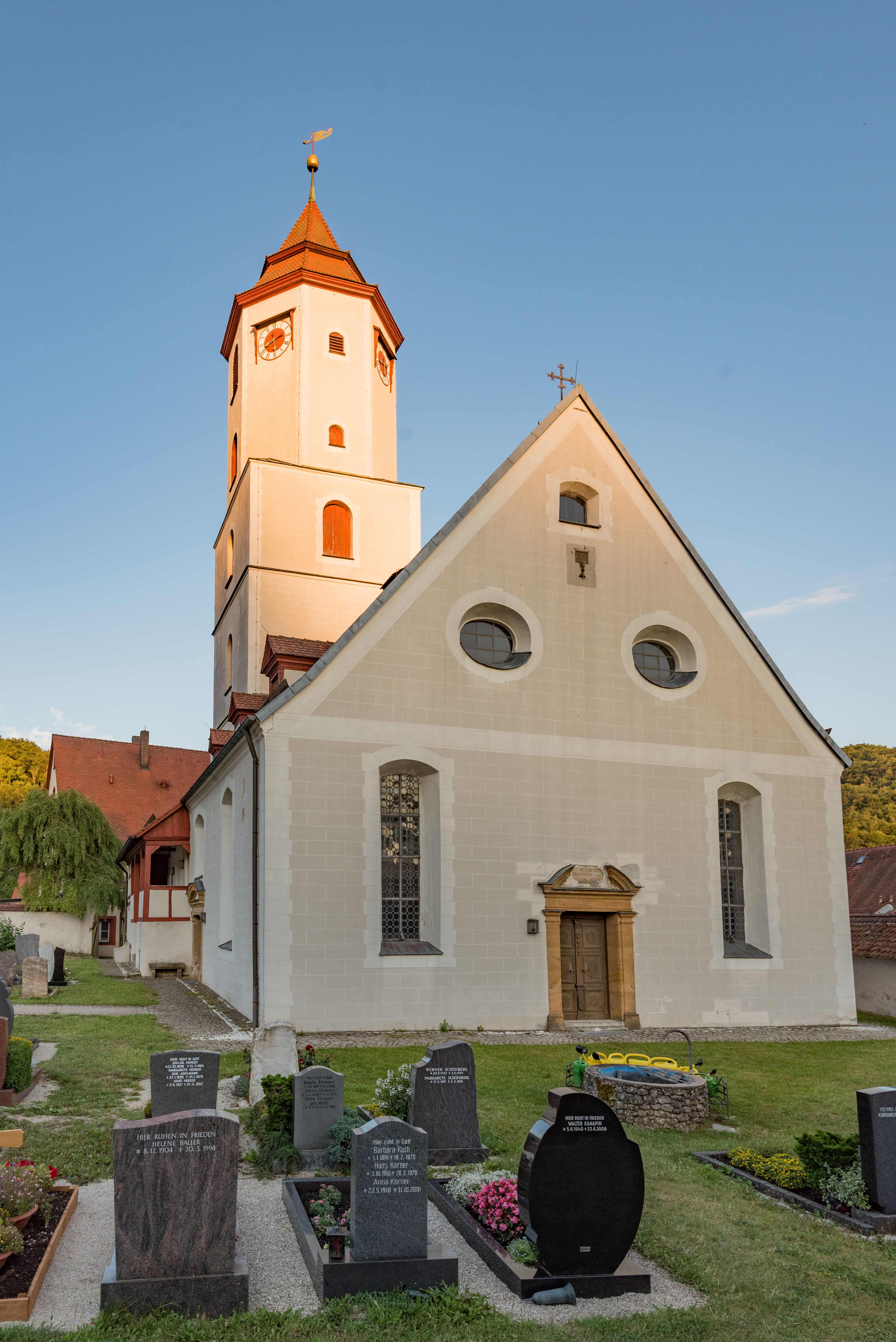
St. Laurentius in Pommelsbrunn

Die denkmalgeschützte, evangelisch-lutherische Pfarrkirche St. Laurentius steht in Pommelsbrunn, einer Gemeinde im Landkreis Nürnberger Land (Mittelfranken, Bayern). Die Kirche ist unter der Denkmalnummer D-5-74-147-8 als Baudenkmal in der Bayerischen Denkmalliste eingetragen. Die Kirchengemeinde gehört zum Dekanat Hersbruck im Kirchenkreis Nürnberg der Evangelisch-Lutherischen Kirche in Bayern. Namensgeber der Kirche ist Laurentius von Rom.

## Beschreibung

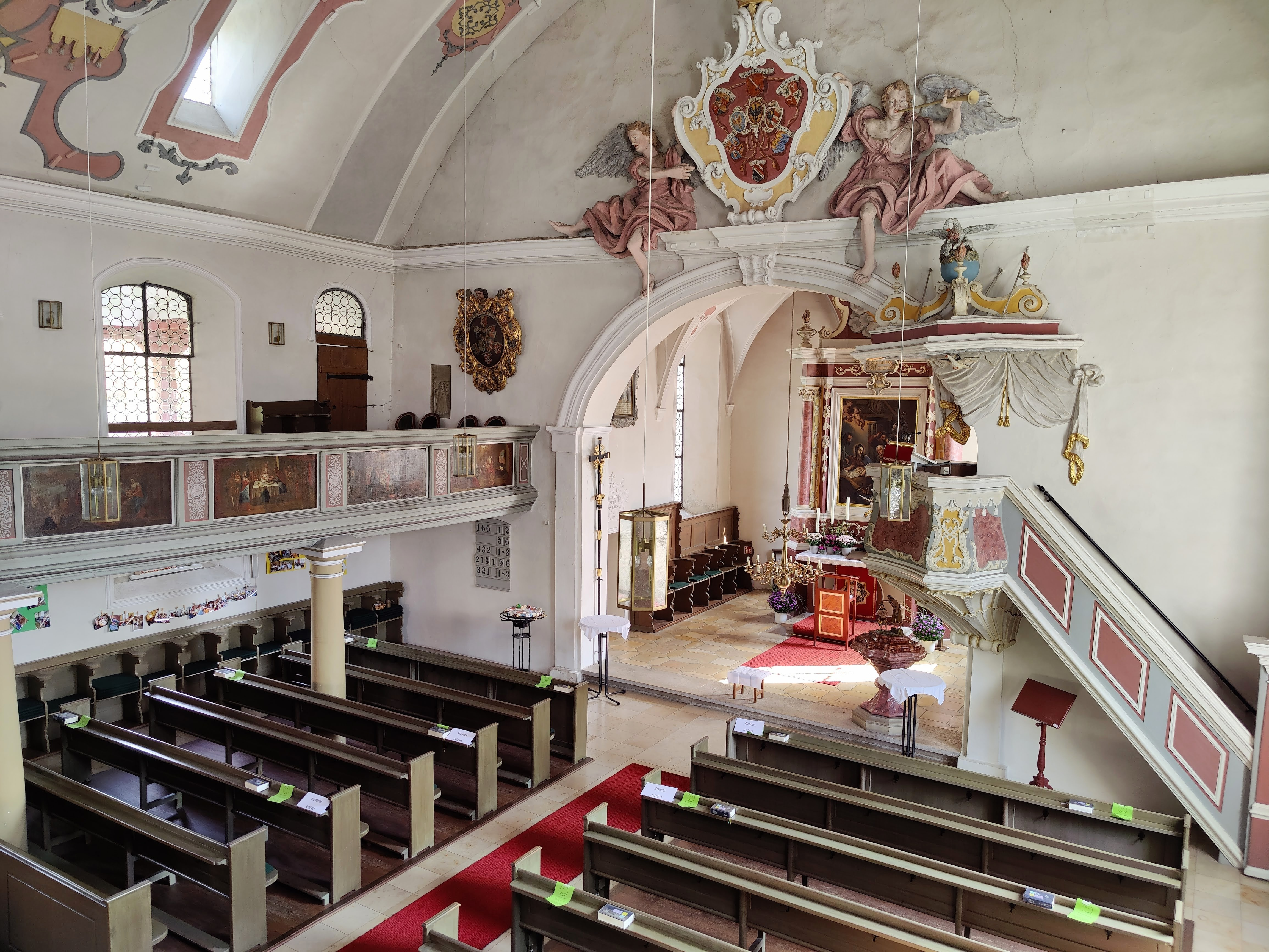
Innenraum (2021)

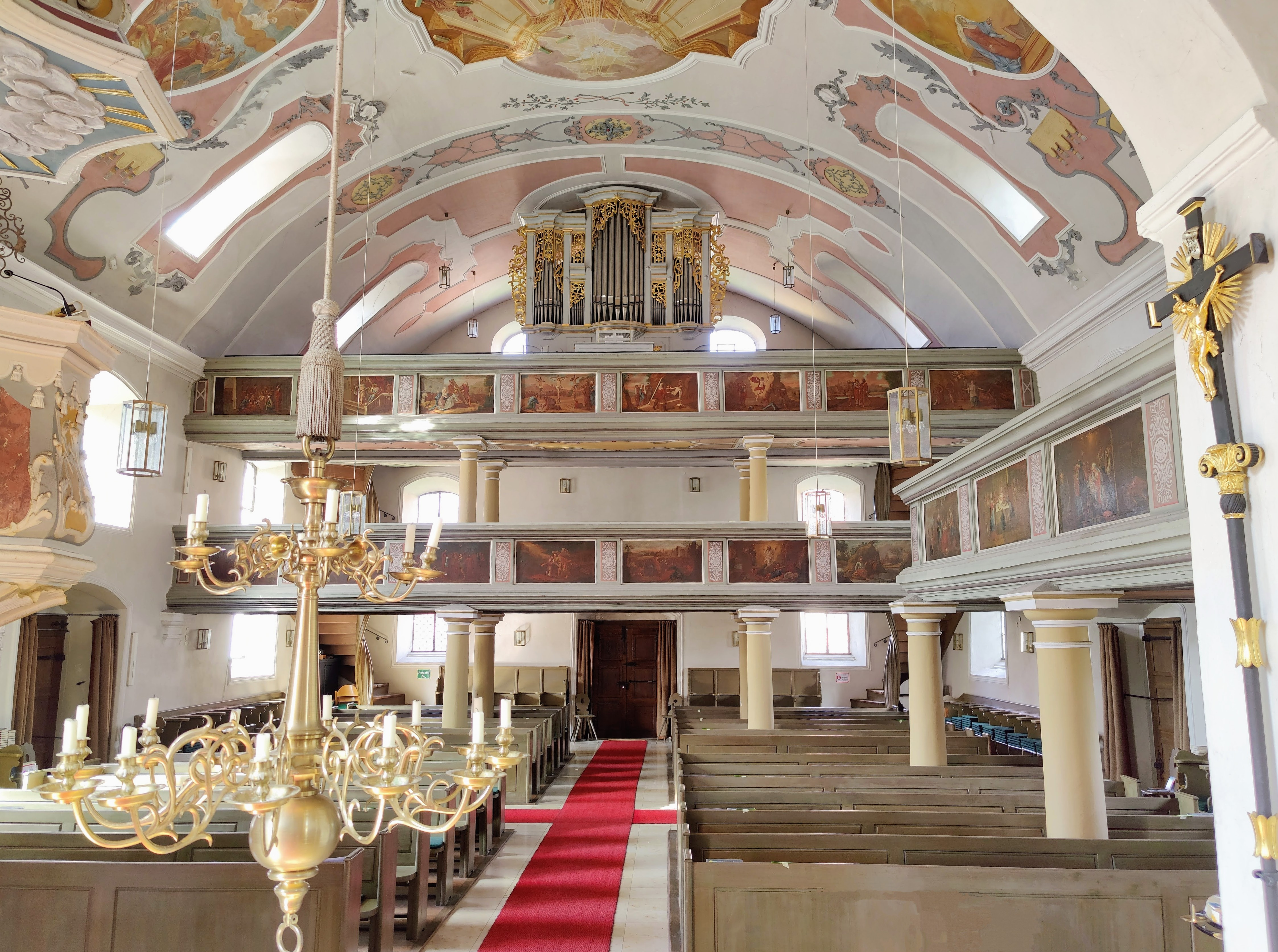
Blick zur Orgel

Die unteren Geschosse des quadratischen Chorturms stammen aus dem 14. Jahrhundert. Seine oberen Geschosse erhielt er 1693; im achteckigen obersten Geschoss sind die Turmuhr und der Glockenstuhl mit vier Glocken eingebaut. Sein spitzer Helm wurde ihm 1854 aufgesetzt.
Das Langhaus in seinem heutigen Erscheinungsbild, mit Kanzel, Altären, Kirchenbänken und Wandschmuck, wurde 1726 bis 1731 errichtet. Sein Der Raum ist mit einem Tonnengewölbe überspannt, dessen Stuck Donato Polli schuf. Dem Gewölbe des innen dreiseitig geschlossenen Chors mit einem Fresko des Abendmahls wurden die Gewölberippen abgeschlagen. Über dem Triumphbogen präsentieren zwei Posaune blasende Engel eine Kartusche mit den Wappen der Stifter.
Die Bilder auf den Emporen zeigen Szenen aus dem Leben Jesu. Die barocke Kanzel ist mit einer Weltkugel mit einem Pelikan, der seine Jungen nährt, bekrönt.

## Orgel

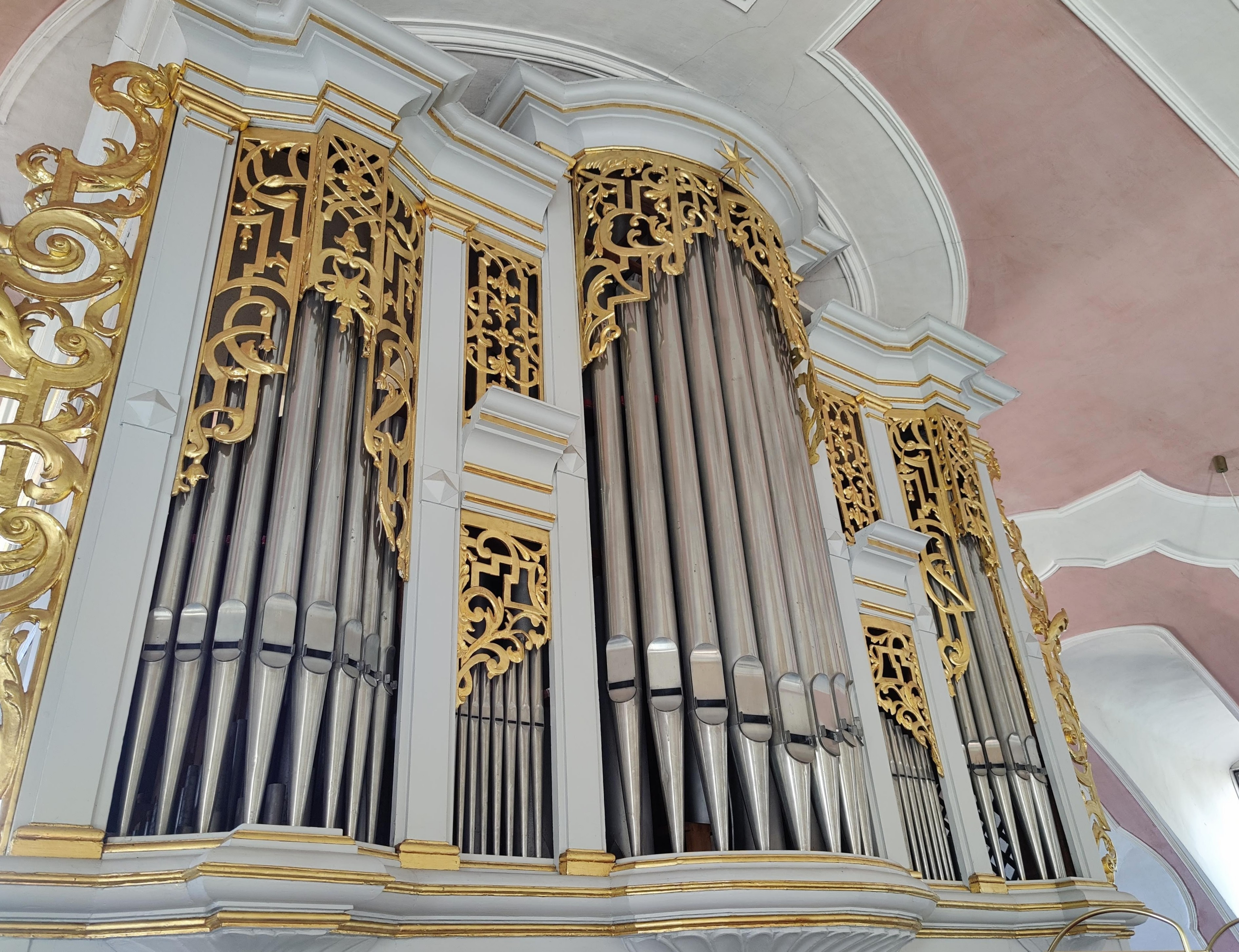
Orgelprospekt

Die Orgel mit 20 Registern auf zwei Manualen und Pedal wurde 1912 von G. F. Steinmeyer & Co. in das Gehäuse der Vorgängerorgel von Elias Hößler aus dem Jahr 1729 gebaut, die 10 Register auf lediglich einem Manual und Pedal hatte. Die Disposition lautet:
| I Manual C–g3 |     |
| Bordun        | 16′ |
| Prinzipal     | 8′  |
| Gedeckt       | 8′  |
| Spitzflöte    | 8′  |
| Gamba         | 8′  |
| Oktav         | 4′  |
| Rohrflöte     | 4′  |
| Mixtur IV     | 2′  |

| II Manual C–g3      |       |
| Hornprinzipal       | 8′    |
| Liebl. Gedeckt      | 8′    |
| Flöte               | 8′    |
| Salicional          | 8′    |
| Vox coelestis       | 8′    |
| Fugara              | 4′    |
| Rauschquinte        | 2 ⁄3′ |
| Trompete harmonique | 8′    |

| Pedal C–d1  |     |
| Subbaß      | 16′ |
| Violonbaß   | 16′ |
| Flötenbaß   | 8′  |
| Violoncello | 8′  |